# Peucedanum lancifoliolum
Peucedanum lancifoliolum är en flockblommig växtart som först beskrevs av Johannes Mattfeld, och fick sitt nu gällande namn av Minosuke Hiroe. Peucedanum lancifoliolum ingår i släktet siljor, och familjen flockblommiga växter. Inga underarter finns listade i Catalogue of Life.